# Armadilloniscus letourneuxi
Armadilloniscus letourneuxi är en kräftdjursart som beskrevs av Simon 1885. Armadilloniscus letourneuxi ingår i släktet Armadilloniscus och familjen Detonidae. Inga underarter finns listade i Catalogue of Life.